# Might and Magic VII: For Blood and Honor
Might and Magic VII: For Blood and Honor — седьмая игра из серии компьютерных ролевых игр Might and Magic, созданная компанией New World Computing и изданная компанией 3DO в 1999 году. Является продолжением игры Might and Magic VI: The Mandate of Heaven.

## Игровой процесс
Игра очень похожа на Might and Magic VI: The Mandate of Heaven. Она использует тот же самый графический движок (добавлено только аппаратное ускорение), схожий звуковой ряд. Используется практически та же система навыков (за исключением добавления дополнительного уровня ко всем умениям «Grandmaster», а также разделения возможности развития умения по классам, то есть развить определённые умения до уровня «Grandmaster» могут только единичные классы, некоторые классы смогут немного поднять уровень этого умения, а некоторые смогут овладеть только азами) и та же система и расчёта наносимого врагам и персонажам урона во время боя, и присутствует, в отличие от предыдущей серии игры, нелинейность развития сюжета.

## Сюжет
Раздел нуждается в доработке.
Сюжет игры разворачивается в вымышленном мире на континенте Антагарич на планете Ксин (Xeen).
Сбежав с Энрота (Enroth) после событий, которым посвящена игра Might and Magic VI, Арчибальд Айронфист (Archibald Ironfist), брат короля Роланда Айронфиста (Roland Ironfist the King), расположился в Эрафии (Erathia), вступив в союз с некромантами королевства Дейя (Deyja). Вскоре, когда королём Дейи стал лич Николас Грифонхарт, Арчибальд и его единомышленник Нимбус стали поддерживать недовольных тираном некромантов. После его уничтожения некромантами и силами Эрафии, Бракады (Bracada) и АвЛи (Avlee), Арчибальд стал новым королём Дейи.
Арчибальд поднял восстание в Хармондейле, Спорных Землях Эрафии и АвЛи (события последней секретной кампании Heroes of Might and Magic III: The Restoration of Erathia), однако мятеж не удался и войска эльфов и людей восстановили контроль над страной. Новым правителем Хармондейла стал богатый таталийский лорд Маркхем (Lord Markham).
Чуть позже, близ западной части АвЛи, в море упал космический корабль «Линкольн», на котором путешествовали герои игры Might and Magic: Isles of Terra. Восемь законченных искателей приключений (Ultimate Adventurers или UA) вышли на берег в водолазных костюмах. После перепалки четверо из них отправилась в одну сторону вдоль берега, ещё четверо — в противоположную. Свидетелями этого необычайного происшествия стали эльфы АвЛи и гоблины Дейи, между которыми произошла стычка на берегу как раз тогда, когда искатели приключений выходили из воды в водолазных костюмах. Лейтенант Хейлек (Hailek) и сержант Передак (Peredak) — гоблины Дейи — сообщили Арчибальду Айронфисту о чужаках, вышедших из моря, которых приняли за амфибий из-за их водолазных костюмов. В это время авлийцы, которые также стали свидетелями появления пришельцев, сообщили об этом мудрому королю Бракады Гэвину Магнусу II (Gavin Magnus II), не забыв сообщить, что заметили на груди у амфибий какие-то амулеты, напоминающие чёрные коробочки. Айронфист и Магнус приказали найти неизвестных, вышедших из моря.
Состязание на Изумрудном острове.
В это время лорд Маркхэм объявил состязание — на Изумрудном Острове (Emerald Island) требуется собрать и принести ему несколько предметов, расположенных в разных частях острова. Наградой служит область Хармондейл, замок правителя Хармондейл и титул лордов Хармондейла (lords of Harmondale). Четверо персонажей (которыми управляет играющий в игру Might and Magic VII) также решили поучаствовать в этом состязании. Эти персонажи выигрывают состязание и получают обещанную награду. Также лорд Маркхем приставил к ним летописца Вендела Твидда, который сопровождал героев и делал записи об их важных деяниях и решениях.
Прибытие в Хармондейл.
После получения награды и прибытия в призовые земли выясняется, что замок находится в плачевном состоянии и нуждается в ремонте, к тому же в нём поселилась всякая нечисть — крысы, летучие мыши и банда гоблинов, от которых замок нужно очистить… Затем новые лорды узнают, что сама область Хармондейл является предметом раздора между двумя могущественными королевствами, и предыдущим лордам Хармондейла удавалось владеть землёй недолгое время, затем они обычно погибали… Но постепенно ситуация улучшается — замок зачищается, затем приводится в порядок при помощи гномов из Каменного Города (dwarves of Stone City) за спасение их шахтёров из Бракадской шахты, заселённой медузами. Король гномов Хотффар IX (Hotffar IX) сообщил о новых лордах Хармондейла правителям Эрафии и АвЛи.
Война Эрафии и АвЛи.
Вскоре между АвЛи и Эрафией вспыхивает война из-за Хармондейла. Лорды начинают маневрировать между двумя правителями, игнорируя, обманывая или выполняя их задания. В этом им очень помогал судья Грей (Gray the Judge) — мудрец и главный дипломат Хармондейла. Однако, война шла почти год и ни одна сторона не могла преуспеть в своём стремлении овладеть Хармондейлом. И вот произошло непредвиденное: Грей умер от сердечного приступа. Эрафия и АвЛи прекратили военные действия до выбора нового судьи. Кандидатов всего двое: Брендан Фейрвезер (Brendan Fairweather) из Бракады или Дэвон Слин (Devon Sleen) из Дейи. В Хармондейл прибыли гонцы из Дейи и Бракады, уговаривающие лордов сделать «правильный выбор». Не исключено, что Бракада или Дейя решили ускорить разрешение конфликта, убив судью Грея.
Дальнейший сюжет определяется тем, какого судью выберет игрок. Ветки «за тёмных» и «за светлых» в целом друг друга повторяют — с точностью до наоборот. Судя по истории Энрота, известной из других игр данной серии, можно считать, что лорды Хармондейла в итоге сделали выбор в пользу Брендана Фейрвезера, оставив с носом правителей Дейи. Соответствующие события описаны ниже.
Светлая сторона. Вступительное испытание.
Судья Фейрвезер помог закончить войну, разрешив конфликт так, что обе воюющие стороны остались довольны. Точно неизвестно — стал ли Хармондейл независимой страной или был отдан людям или эльфам (в игре это зависит от того, какому правителю вы помогали или вредили больше и помогали или вредили ли правителям вообще). Однако, наиболее приемлемым вариантом считается независимый Хармондейл. После этого новый судья Хармондейла отправил лордов в Бракаду, где их уже ожидал Верховный Визирь Гэвин Магнус. Прибыв в столицу Бракады, город Целесту (Celeste), лорды встретились с Магнусом и его четырьмя советниками — гномшей Рессуректрой (Ressurectra, gnome), человеком сэром Канегмом (sir Canegm, human; альтер эго Джона Ван Каннегема — создателя Вселенной Might and Magic), карликом Крэгом Хэком (Crag Hack, dwarf; Не путайте с его тёзкой человеком из Heroes of Might and Magic III: Shadow of Death) и человеком Финеосом Робертом по прозвищу Мудрый (Fineous Robert the Wise, human). Последние решили испытать лордов, отправив их в Испытательный Полигон, где те решали задачи, чтобы найти выход. 
Светлая сторона. Задания советников.
После завершения задания светлые советники (Light Advisors) дали задания лордам, целью которых было окончательно подорвать планы Дейи. По заданию Крэга Хэка герои уничтожили нежить в винном погребе, что в таталийском городке Тайдвотер (там герои могли повстречаться с Маркхемом). Сэр Канегм дал задание выкрасть сосуды души личей из столицы Дейи, Бездны. Это временно лишило некромантов возможности делать из себя личей. Новые приходилось бы покупать или красть у чернокнижников, поскольку лишь они владели секретом создания сосудов душ. Роберт Финеос поручил лордам убить в Бездне Алана Толберти, тёмного советника Арчибальда Айронфиста, и забрать с его тела чёрный куб. Одним из важнейших заданий, которое дала сама Рессуректра, было нахождение двух таинственных деталей, которые содержались в Высшем Храме Света в Целесте и в Высшем Храме Тьмы в Бездне (the Pit).  
Светлая сторона. Атака на криганов.
Когда герои завершили задания советников, Рессуректа дает новое задание — убить Ксенофекса (Xenofex; Might and Magic VI: The Mandate of Heaven), предводителя инопланетной демоноподобной расы криган (kreegan) и создателя культа Баа, члены которого почитали криган как богоподобную расу. Криган стремились уничтожить Энрот, что делали или пытались сделать со многими другими мирами — именно поэтому их следовало уничтожить прежде, чем они бы уничтожили всё живое.
Светлая сторона. Финальное задание.
Вернувшись в Целесту после выполнения последнего задания, лорды Хармондейла имели беседу с Рессуректрой. Жрица рассказала, что она, а также светлые советники Бракады, король Кастор и тёмные советники Дейи — инопланетяне (те самые герои с Терры из Might and Magic III: Isles of Terra), прибывшие на Ксин несколько лет назад на космическом корабле. Затем лорды вместе с другими светлыми советниками отправились к королю Магнусу. Жрица рассказала о том, что она и её товарищи светлые советники занимаются поисками расы Древних (которая создала могущественные технологии, искусственные планеты, а также колонистов, которыми являлись они и жители Ксиина) и двух Стражей (это слуги Древних, наделённые силой, чтобы оберегать колонии Древних) Корака и Шелтема (Corak and Sheltem). Король Кастор и тёмные советники, их бывшие товарищи, не пожелали продолжать искать Древних и Стражей, решив захватить Энрот и править им вместе с союзниками. Они нашли Небесную Кузницу — артефакт Древних, который мог создавать и копировать различные технологичные детали и оружие, например — заводы и бластеры. Светлые же советники, как уверяла Рессуректра, стремились починить Сетевые Врата, связывавшие Энрот с другими мирами и Сетевой Станцией Древних. Это могло помочь колонии закончить эпоху технологического Безмолвия и вернуть эру Чудес. Для восстановления Врат нужен был последний артефакт — Осцилляционный Сверхдвигатель (Oscillation Overthruster), который находился на космическом корабле «Линкольн». Поскольку «Линкольн» находился глубоко под водой, Рессуректра дала лордам водолазные костюмы — те самые, в которых люди напоминали амфибий и в которых жрица и другие законченные искатели приключений поднимались из воды на сушу.
Лорды отправились в АвЛи, где нырнули под воду. Найдя «Линкольн», они зашли на него и были вынуждены сражаться с многочисленными дроидами, стреляющими смертоносными бластерными лучами. Преодолев все препятствия и пробившись через защитников корабля к артефакту, герои взяли его и покинули «Линкольн». Светлые советники обороняли Сетевые Врата, пока лорды добывали артефакт. Прибыв в Целесту, лорды встретились со светлыми советниками и отправились вместе с ними активировать Сетевые Врата. После активации они прошли через Врата и оказались на Сетевой Станции, где их повстречал Корак. Однако, это был другой Корак, двойник первого. Тем не менее, когда его спросили о Кораке и Шелтеме, которых считали погибшими после их столкновения (Might and Magic V: World of Xeen) он ответил, что Стражей нелегко уничтожить. Затем, когда герои поинтересовались о том, куда они могут отправиться, Корак указал им на экран, усеянный туманностями и мириадами звёзд. А затем сказал: «Куда захотите, друзья мои. Куда захотите…»

## Игровой мир
Игровой мир разделён на некоторое количество областей, в которых могут путешествовать персонажи. Перейти из одной области в другую можно различными способами:
- Пешком по суше — выйдя на границу области, вы получаете предложение перейти в соседнюю область, при этом сообщается, сколько дней займёт путешествие. Желательно, чтобы имелось количество пищи, достаточное для совершения перехода (из расчёта: один день — расходуется одна единица пищи), иначе персонажи после путешествия будут уставшими (состояние Weak).
- Пешком через подземные переходы.
- Нанять конный экипаж. В большинстве областей есть конюшни, в которых в определённые дни вы можете нанять экипаж для путешествия. То, в какую область вы можете отправиться, зависит от дня — в конюшне каждой местности есть расписание, в какие дни недели в какую местность можно отправиться. Путешествие на лошадях отнимает меньше дней и не требует расхода запасов пищи, но стоит некоторой суммы денег.
- Путешествие на корабле по морю. В местностях, прилегающих к морю, можно в определённые дни отправиться на корабле в другую область. Возможность путешествия также зависит от дня (также имеется расписание), также стоит денег, но так же, как и в предыдущем случае, занимает меньше времени и не требует расхода пищи.
- Перемещение через телепорт. Используется только в некоторых случаях.
- Перемещение с помощью магии. Два заклинания магии воды «Городской портал» (англ. Town Portal) и «Маяк Ллойда» (англ. Lloyd's Beacon), доступны с уровня Master и GrandMaster магии воды соответственно.

## Персонажи
В самом начале игры предстоит выбрать четырёх персонажей. Персонажи обладают различными параметрами. К параметрам, влияющим на ход игры, относятся:
- Характеристики (Stats)
- Умения (Skills)
- Раса
- Класс

Внешность каждого персонажа, пол и имя на прохождение игры влияния не оказывают, являясь сугубо делом вкуса. Разве, что некоторые индивидуальные предметы носить которые может только определённая раса.

## Отзывы и критика
| Сводный рейтинг | Сводный рейтинг |
| Агрегатор       | Оценка          |
| --------------- | --------------- |
| GameRankings    | 75,98 %         |